# 바콩고주

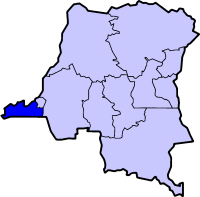
바콩고 주의 위치

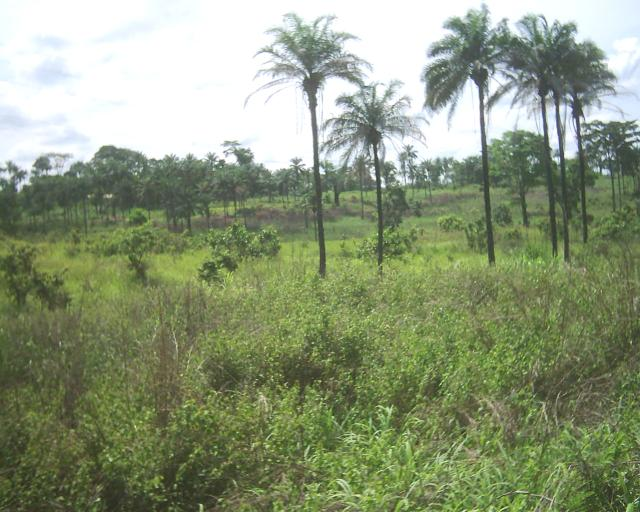
바콩고 주의 자연 풍경

바콩고주(프랑스어: Province du Bas-Congo)는 콩고 민주 공화국 남서부에 위치했던 주로 주도는 마타디이며 면적은 53,920km2, 인구는 2,835,000명(1998년 기준), 인구 밀도는 52.6명/km2이다. 2015년 새 헌법에 따라 중앙콩고주로 개편되었다. 콩고 민주 공화국에서 유일하게 바다와 맞닿아 있던 주이며 북동쪽으로는 킨샤사, 동쪽으로는 반둔두주, 서쪽으로는 대서양, 남쪽으로는 앙골라 본토와 콩고 공화국, 앙골라의 월경지인 카빈다주와 국경을 접했다.